# Shankaracharya
Shankaracharya (IAST: Śankarāchārya, zetelhouder (acharya) van Shankara) is in de traditie van het Oude India de benaming van een positie die bekleed wordt door een hooggeplaatste. Deze moet aan enkele traditioneel vastgelegde criteria voldoen. De functie is vergelijkbaar met die van rector van een universiteit. Shankara had vier onderwijszetels opgericht voor de voortzetting van zijn filosofie. In de Advaitatraditie worden deze maţhas genoemd (een soort 'kloosters'). Elk daarvan kreeg een shankaracharya aan het hoofd. 
De vier traditionele instellingen die naar verluidt door Ādi Śankara werden gesticht zijn: 
- de Uttarāmnāya matha, of noordelijke math van Jyotirmath
- de Pūrvāmnāya matha of oostelijke math, de Govardhana matha, in Puri
- de Dakshināmnāya matha, of de Sringeri Sharada Peetham, de zuidelijke math, te Shringeri
- de Paśchimāmnāya matha, of de Dwaraka Pitha, de westelijke math, in Dwarka.

De zetelhouders van deze vier instituten worden benoemd na strenge selectie. Zo is de zetel van Jyotirmath een tijd onbezet gebleven bij gebrek aan een kandidaat die aan de gestelde voorwaarden voldeed. Het gaat hier niet enkel om theoretische kennis, maar ook om praktische realisatie van de eigen ontwikkeling.